# Estela
Estela ist eine Ortschaft und Gemeinde im Norden Portugals.
Der Ort ist durch seine Strände und seinen Golfplatz als Urlaubsort bekannt. Hotels und ein Campingplatz sind entstanden.

## Geschichte
Als erstes Dokument, in dem König D. Afonso Henriques sich erstmals als König des unabhängigen Königreichs Portugal bezeichnet, gilt der Brief, mit dem der Regent am 7. Juli 1140 den Mönchen des Klosters S. Martinho de Tibães in Braga die Gemeinden von Estela (Sancta Maria de Stella) und Vila Mendo (Villam Menendi) zuspricht.
In den königlichen Registern von 1220 ist die Gemeinde als Santa Maria de Estela oder Sancta Maria de Stela vermerkt.
Bis zu den Verwaltungsreformen nach der Liberalen Revolution 1822 war Amorim eine Gemeinde im Kreis Barcelos, um 1852 Vila do Conde angegliedert zu werden. Seit 1878 gehört die Gemeinde zu Póvoa de Varzim.
In der zweiten Hälfte des 19. Jahrhunderts profitierte der Ort zudem vom lokalen Aufschwung, als die Urbarmachung eines Teils der Dünen um Póvoa de Varzim die landwirtschaftliche Nutzfläche stark erweiterte und einen fortan produktiven Ackerbau ermöglichte. In jüngerer Zeit hat der Fremdenverkehr zur Entwicklung beigetragen. Insbesondere die hiesigen Dünenstrände und der Golfplatz in der Gemeinde gelten als Anziehungspunkte.

## Verwaltung
Estela ist eine Gemeinde (Freguesia) im Kreis (Concelho) von Póvoa de Varzim im Distrikt Porto. Sie besitzt eine Fläche von 11,5 km² und hat 2287 Einwohner (Stand 19. April 2021).
Folgende Ortschaften liegen in der Gemeinde:
| - Baldoia - Barros - Carrascos - Carregosa - Contriz - Estrada - Fontainha | - Frinjo - Igreja - Outeiro - Pedrinha - Teso - Urzes - Rio Alto (keine Einwohner, nur Saisontourismus) |

## Persönlichkeiten
- Daniel Gomes Junqueira (1894–1970), römisch-katholischer Ordensgeistlicher, Bischof von Nova Lisboa